# David Packouz
David Mordechai Packouz (/pækhaʊs/ nacido el 16 de febrero de 1982) es un extraficante de armas, inventor, y exmasajista.
Su socio Efraim Diveroli en la empresa de armas AEY Inc., era un contratista de armas importante para el Departamento de Defensa de Estados Unidos. El gobierno de Estados Unidos suspendió a AEY por incumplir su contrato al intentar suministrar munición de baja calidad de 42 años de antigüedad, de origen chino, en cajas destrozadas que había intentado volver a embalar. Violando así el embargo de armas americano contra China. Como resultado de la publicidad que rodea el contrato y la edad de los distribuidores, el Ejército de Estados Unidos comenzó una revisión de sus procedimientos de contratación. El Comité de la Cámara de Estados Unidos de Supervisión y Reforma del Gobierno dictaminó que la munición era "inservible"; AEY había incumplido numerosos contratos anteriores, incluyendo el envío de cascos inseguros y la falta de entrega de 10.000 pistolas Beretta  a Irak.
Packouz es interpretado por Miles Teller en la película de 2016 el drama-comedia War Dogs , en la que Packouz tiene un papel como masajista de millonarios y vendedor de sábanas de algodón egipcio.
Después de AEY Inc., Packouz inventó una caja de ritmos con formato de pedal de guitarra eléctrica, la BeatBuddy.

## Primeros años
Packouz nació en 1982 en San Luis (Misuri), en una familia judía.  Es uno de los nueve hijos, de Shoshana y el rabino Kalman Packouz, de los ortodoxos Aish HaTorá , autor del libro "How to Prevent an Intermarriage". Packouz era masajista cuando empezó  en AEY. ]
Con anterioridad a sus actividades en AEY, Packouz estuvo arrestado por posesión de la droga de las violaciones GHB.

## AEY y carrera con las armas
Packouz se unió a su socio Efraim Diveroli en la empresa de armas AEY Inc. en 2005; Efraim tenía solo 19 años de edad en ese momento, mientras que David tenía 23. A finales de 2006, había conseguido 149 contratos por valor de unos 10,5 millones de dólares, conseguidos explorando Internet en busca de contratos con el gobierno y mediante el contacto con los traficantes de armas del extranjero.
A principios de 2007, AEY Inc. se aseguró un contrato con el gobierno de Estados Unidos de casi 300 millones de dólares para abastecer al Ejército Nacional Afgano con 100 millones de cartuchos para el fusil AK-47, millones de cartuchos para fusiles de francotirador Dragunov, y cohetes para la aviación. La munición que AEY Inc. había conseguido en Albania para cumplir el contrato había venido originalmente de China, violando la cláusula del contrato con el Ejército de Estados Unidos que prohíbe las municiones de China debido a un embargo de Estados Unidos contra la industria militar de ese país.  La munición de 42 años de antigüedad venía en cajas que se desmoronaban.
AEY Inc. volvió a embalar la munición china, lo que para el gobierno de Estados Unidos constituye fraude. La cuestión de la munición china se convirtió en el punto de atención de perturbaciones legales y logísticas durante meses entre el ejército de Estados Unidos y el Departamento de Justicia de los Estados Unidos ; AEY Inc. recibió mucha atención de los medios, sobre todo debido a la edad de los jóvenes de Miami Beach. Traficantes de armas y con inclinación por la marihuana, se ganaron el epíteto de "los porreros traficantes de armas" o "los colegas".
Diveroli y David Packouz fueron condenados por fraude en enero de 2011. Diveroli fue sentenciado a cuatro años de prisión federal, mientras que a Packouz le cayeron siete meses de arresto domiciliario.
La historia se publicó en 2015 en el libro de Guy Lawson "Arms and the Dudes" y en la película producida en 2016 War Dogs por Todd Phillips. Packouz es interpretado por Miles Teller, mientras Diveroli es interpretado por Jonah Hill .

## BeatBuddy
Después de AEY Inc., Packouz inventó una unidad de efectos, la BeatBuddy, primera caja de ritmos en formato de pedal de guitarra del mundo. El pedal fue diseñado y fabricado en 2014, después de un micromecenazgo a través de Indiegogo .

## Vida privada
Packouz tiene una hija, Amabelle Jane, nacida en 2007. Vive en Miami, Florida.
En 2012, Packouz fue detenido en el Motel 82 en Naples, Florida después de que presuntamente intentara tener relaciones sexuales a cambio de $400 con una agente de incógnito del Condado de Collier, según la policía. Packouz fue finalmente declarado culpable de prostitución por un jurado en 2013.